# مکبث (فیلم ۱۹۰۹)
مکبث (انگلیسی: Macbeth) یک فیلم صامت سیاه‌وسفید ایتالیایی است که در سال ۱۹۰۹ منتشر شد. این فیلم اقتباسی از نمایش‌نامهٔ مکبث اثر ویلیام شکسپیر است. از بازیگران این فیلم می‌توان به دانته کاپلی و ماریا کازرینی اشاره کرد.